# Oberfeuer Preußeneck
Das Oberfeuer Preußeneck gehört zur ehemaligen Richtfeuerlinie Eckwarden in der Innenjade. Es wurde 2012 außer Betrieb genommen und bleibt als Baudenkmal erhalten.
Die Richtfeuerlinie Eckwarden wurde 1962 in Betrieb genommen und kennzeichnete den dritten Abschnitt des Fahrwassers zu den Wilhelmshavener Häfen. Das markante Oberfeuer wurde auf dem Deich in Eckwarderhörne errichtet und das 18,4 m hohe Unterfeuer auf einem Stahlrohr im Watt vor Butjadingen. Die Richtfeuerlinie betrug 154° und sie zeigte als Kennung alle drei Sekunden ein weißes Gleichtaktlicht (Iso.W.3s). Für den Betrieb war das Wasser- und Schifffahrtsamt verantwortlich.
Für den neuen JadeWeserPort musste auch der Verlauf des Jadefahrwassers angepasst und die Richtfeuerlinie Jappensand errichtet werden. Mit ihrer Inbetriebnahme am 5. Juni 2012 wurde die Richtfeuerlinie Eckwarden abgeschaltet. Die Jade-Weser-Port-Realisierungsgesellschaft war als Verursacher der Fahrwasseranpassung auch mit den Abriss der alten Richtfeuer beauftragt. 2009 gründete sich die Bürgerinitiative Leuchtfeuer Eckwarderhörne, die sich für den Erhalt des Oberfeuers einsetzte.
Während das Unterfeuer zurückgebaut wurde, wurde im Oktober 2012 der Abriss des Oberfeuers ausgesetzt und der Turm im weiteren Verlauf der Stiftung Oberfeuer Preußeneck übergeben. 2017 wurde der Turm renoviert und teilweise umgebaut. Dabei wurde in 18,4 Metern Höhe eine Plattform eingebaut, die für Besucher zugänglich ist. Eine weitere Plattform in 34,5 Metern Höhe ist nur im Rahmen von Führungen begehbar. Im Maschinenhaus des ehemaligen Leuchtfeuers wurde ein Dokumentationszentrum eingerichtet.
Der Name Preußeneck stammt aus der Zeit, als Preußen mit dem Jade-Vertrag auch rund 2,2 Hektar Land auf der Südwestspitze Butjadingens erwarb und Eckwarderhörne zum Jadegebiet gehörte.